# Ch-31

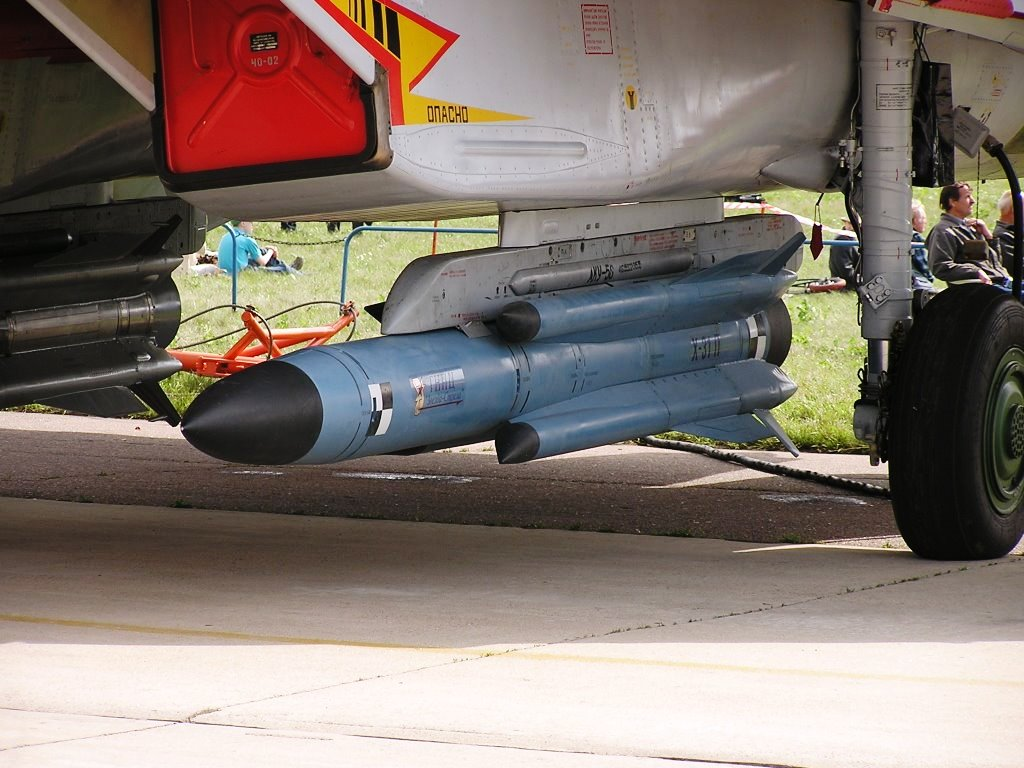
Ch-31A na stroji Su-27, MAKS 2003

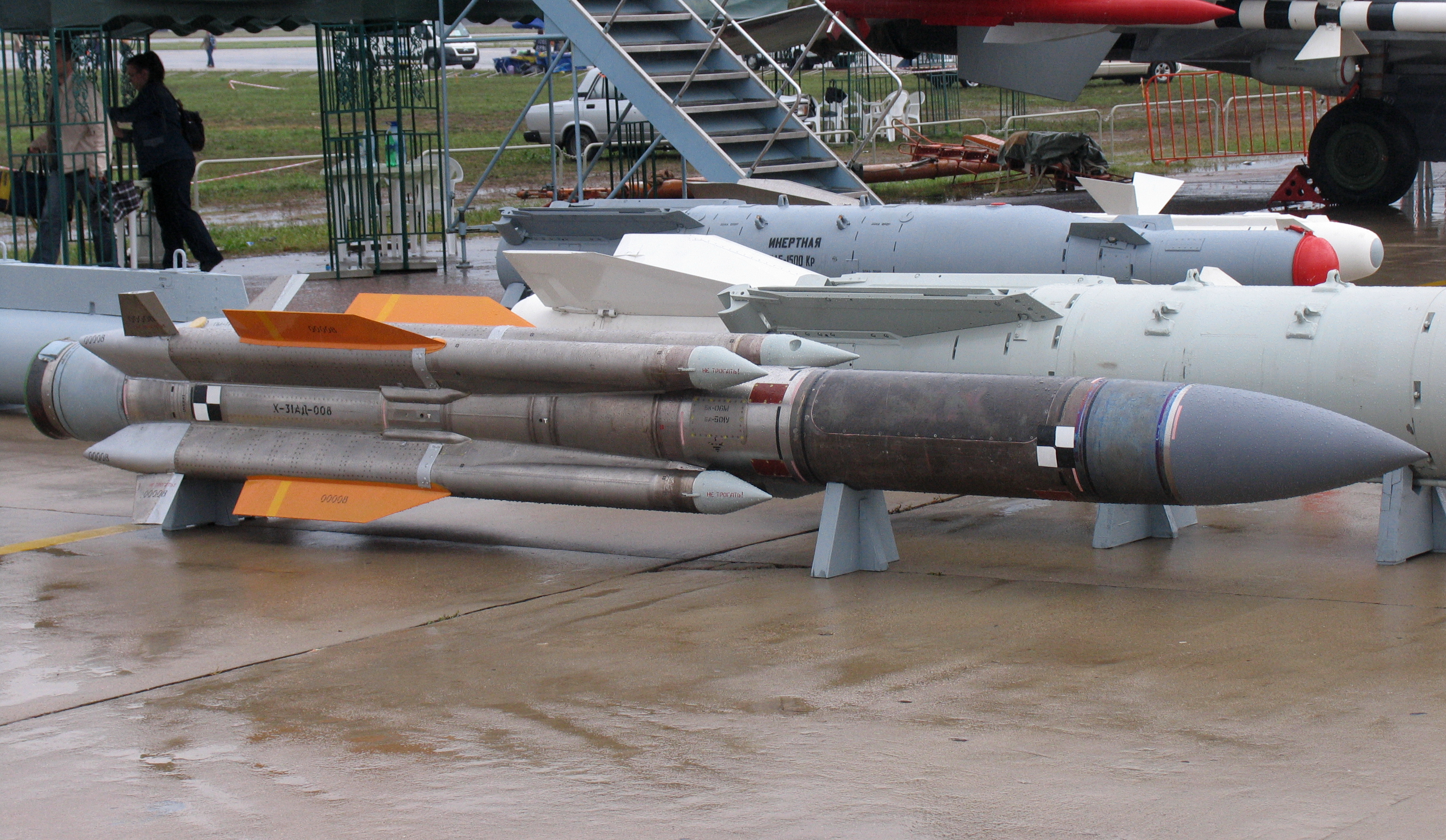
Ch-31AD

Ch-31 (rusky Х-31; kód NATO: AS-17 Krypton) je sovětská a ruská střela vzduch-země, kterou jsou vyzbrojeny letouny jako MiG-29 nebo Su-27 a jeho varianty. Je schopná letět rychlostí 3,5 Machu a byla první nadzvukovou protilodní střelou, kterou bylo možné odpálit z taktických letounů.
Existuje několik variant. Nejznámější je protiradiolokační střela (ARM), ale existují i protilodní a naváděné verze jako dron. Hovořilo se o její přizpůsobení tak, aby vznikl „zabiják AWACS“, tedy střely vzduch-vzduch dlouhého doletu.

## Vývoj
Ch-31 byla vyvinuta jako nástupce střely Ch-25P. Nová řízená střela měla mít oproti předchozímu modelu vyšší cestovní rychlost a delší dolet. Dále měla být schopna bojovat s pozemními i lodními radarovými systémy. Vývoj začal v roce 1977 v konstrukční kanceláři Zvezda a k prvním letovým zkouškám došlo v roce 1982. Souběžně s protiradiolokační střelou Ch-31P byla vyvinuta i protilodní střela Ch-31A. Ch-31P byla představena v roce 1988 v malých sériích sovětskému letectvu. Veřejnosti byla Ch-31 poprvé představena v roce 1991. Poté byla primárně vyráběna na export.

## Varianty
- Ch-31P je základní verze protiradarové střely s pasivním radarem GSNL-112. Tato střela je určena k hubení radarů, které jsou součástí systémů protivzdušné obrany dlouhého a středního dosahu. Raketa o délce 4,7 ma průměru 36 cm letí maximální rychlostí 1,5 Machu. Její dostřel je 110 km a hmotnost bojové části dosahuje 90 kg.

- Ch-31PD – protiradarová varianta, jejíž dolet se zvýšil na 180 – 250 km. Hmotnost bojové části byla zvýšena o 15%, až 110 kg. Tělo střely je prodlouženo na 5,34m.

- Ch-31PK – tato varianta je vybavena bezkontaktním snímačem detonace Kaplija a hlavicí se zvýšenou účinností. To umožňuje raketě efektivněji zasáhnout radary.

- Ch-31A – protilodní varianta určená k ničení hladinových plavidel s výtlakem do 4500 tun. Raketa je vybavena aktivním radarovým naváděcím systémem, průbojnou hlavicí a kombinovaným pohonným systémem, který zahrnuje startovací motor na tuhé palivo a náporový motor (palivo – kerosin). Maximální dosah rakety při vypuštění z výšky 15 km pro cíle typu torpédoborec je 70 km.

- Ch-31AD – protilodní varianta s trupem prodlouženým na 5,34 ma doletem 120 až 160 km.